# Catherine Amélie Christiane Louise de Bade
Catherine Amélie Christiane Louise de Bade (née le 13 juillet 1776 à Karlsruhe, morte le 26 octobre 1823 à Bruchsal) est une princesse de Bade.

## Biographie

### Famille
Amélie est la fille aînée du prince héritier Charles-Louis de Bade et de la princesse Amélie de Hesse-Darmstadt et la sœur jumelle de Caroline, plus tard reine de Bavière, et la sœur aînée de Louise, plus tard connue sous le nom de tsarine Élisabeth Alexeïevna de Russie, et Frédérique, future reine de Suède. Son seul frère Charles succède à son grand-père en tant que grand-duc de Bade. Célibataire toute sa vie, Amélie Christiane vit alternativement avec ses sœurs Caroline et Élisabeth, en Bavière et en Russie, ou à la cour de Bade.

### Projets de mariage
Bien qu'Amélie Christiane soit restée célibataire jusqu'à la fin de sa vie, il y eut plusieurs tentatives pour la marier.
Sa tante maternelle, la reine Frédérique de Prusse, est la première à aspirer à marier son fils, le prince héritier Frédéric-Guillaume III, à l'une de ses nièces. L'objectif de Frédérique est d'approfondir davantage l'amitié entre les deux pays. Cependant, Frédéric-Guillaume III montre peu d'intérêt pour ses cousines badoises. Il n'a de sentiment pour Caroline, pourtant considérée comme jolie, ni Amélie Christiane, considérée comme peu attirante. Frédéric-Guillaume épouse finalement Louise de Mecklembourg-Strelitz contre la volonté de sa mère. Au cours des négociations de mariage avec la Prusse, deux autres candidats au mariage se sont adressés à la Cour de Karlsruhe. Il s'agit du prince héréditaire Frédéric d'Anhalt-Dessau et de Guillaume, prince de Grande-Bretagne. Cependant, les deux repoussent tant que les négociations avec la Prusse se poursuivaient. En raison des négociations prussiennes de longue durée, les deux perdent finalement tout intérêt. Entre 1791 et 1793, trois négociations de mariage échouent.
Dans les années qui suivent, il n'y a plus d'opportunités immédiates de mariage pour Amélie Christiane. Elle voyage beaucoup et rend visite à ses deux sœurs aux cours de Bavière et de Russie. Elle y reste quelques années.
En 1811, Amélie Christiane, alors âgée de 35 ans, visite la cour impériale d'Autriche à Vienne. L'empereur François songe bientôt à marier son frère l'archiduc Charles à la princesse de Bade. Charles et Amélie Christiane se connaissent depuis leur plus jeune âge, mais Charles ne trouve pas la princesse très attirante. Pendant ce temps, la cour de Bade craint que ce mariage ne conduise à des conflits politiques avec son allié, l'empereur français Napoléon. Son consentement est demandé. Cependant, Napoléon montre peu d'intérêt et ne prend pas de position claire sur le mariage envisagé. L'archiduc Charles profite de cette opportunité, car il ne tient pas compte de son frère de toute façon, et empêche de nouvelles négociations de mariage.
En 1816, Amélie Christiane séjourne à nouveau à Karlsruhe. À l'instigation de l'empereur François d'Autriche, Édouard-Auguste de Kent, quatrième fils du roi britannique George III, vient dans la capitale badoise. Le monarque autrichien veut maintenant marier la princesse de Bade au duc britannique. Ce dernier n'a aucun intérêt pour la princesse badoise. Alors, à la surprise d'Amélie et de toute la cour de Bade, qui avaient compté sur un engagement, il part sans avoir rien obtenu.

### Dernières années
Deux ans plus tard, il y a une dernière tentative de marier Amélie Christiane, maintenant âgée de 42 ans, d'une manière digne de son statut. À ce moment, la famille de Bade est sur le point de s'éteindre, car le frère Charles est gravement hydropique et n'a pas de fils vivant. Le prochain héritier du trône serait son oncle, le prince Louis. Avec sa mère, Charles demande au prince Louis d'épouser sa sœur Amélie Christiane afin d'assurer la pérennité de la maison. Cependant, Louis a une liaison avec une actrice et ne veut pas s'engager. Le prince Louis, plus tard grand-duc, restera célibataire et après sa mort en 1830, la lignée des Zähringen de la maison de Bade s'est éteinte. Le duché revient alors à Léopold de Bade-Hochberg, qui ne monte sur le trône de Bade qu'avec l'aide prussienne. Cette ligne secondaire de Bade-Hochberg est née d'un second mariage morganatique du grand-père d'Amélie, Charles.
Cependant, Amélie Christiane meurt d'hydropisie dans les bras de sa mère en 1823. Elle est enterrée dans la crypte royale de Pforzheim.

## Distinction
- 9 août 1801 : dame grand-croix de l'ordre de Sainte-Catherine